# Министерство образования, культуры, спорта, науки и технологий Японии

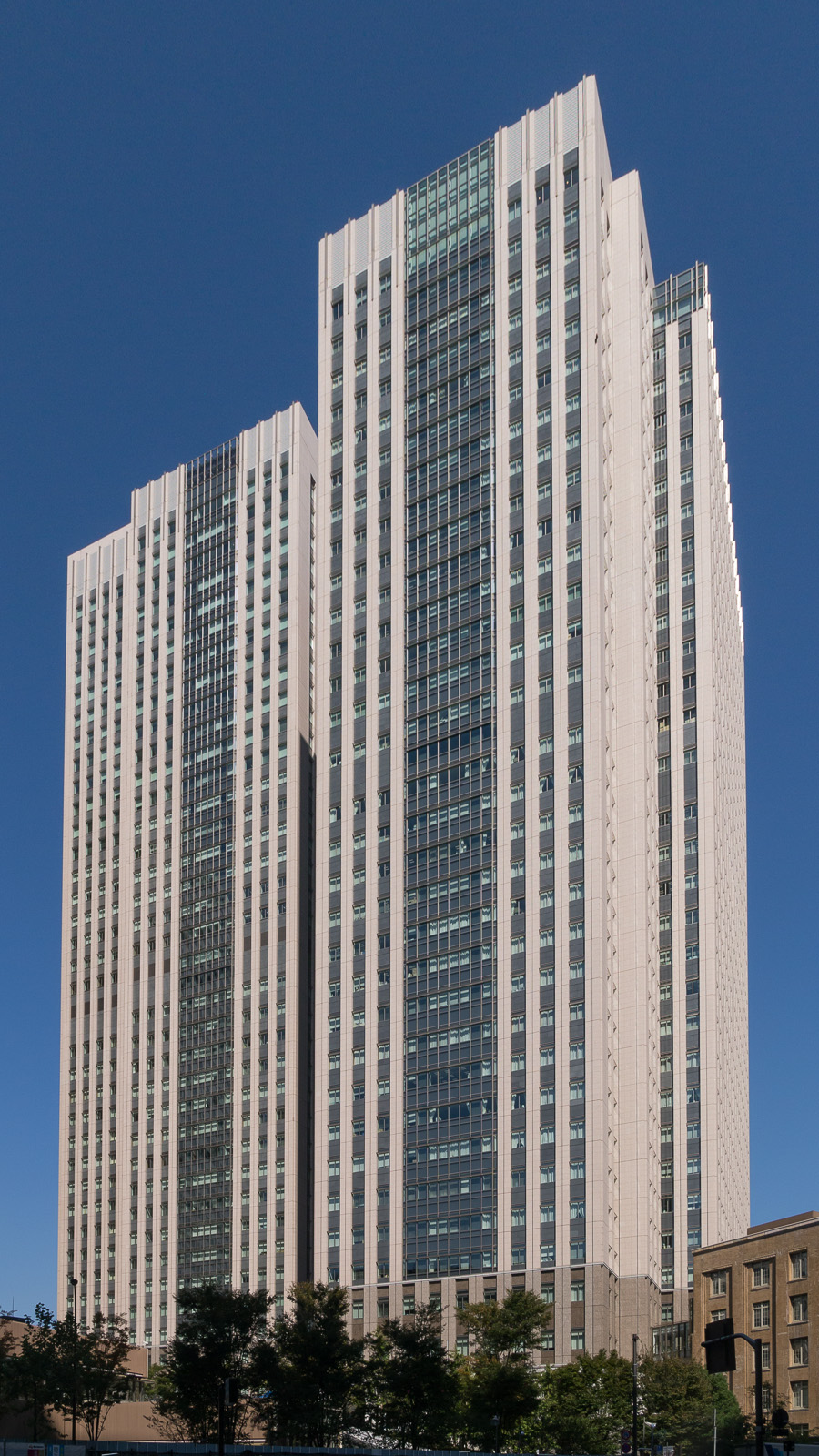
Здание Министерства культуры и науки Японии.

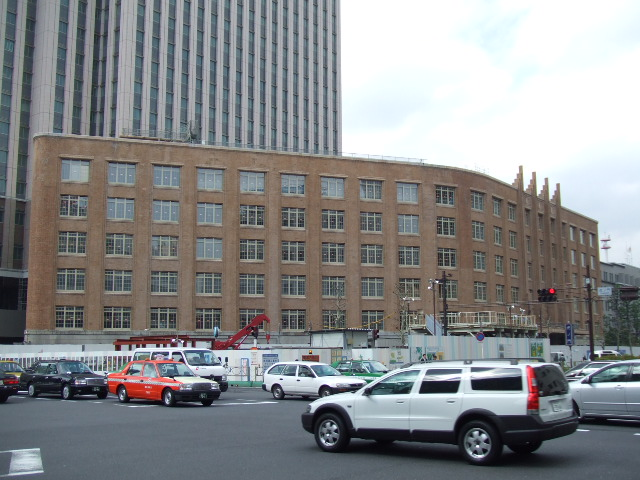
Здание бывшего Министерства культуры Японии

Министерство образования, культуры, спорта, науки и технологий (яп. 文部科学省 момбу-кагаку-сё:, до 2001 года яп. 文部省 момбу-сё:) — одно из министерств Японии. Координирует культурно-образовательную и научную политику страны. Основано 2 сентября 1871 года. В течение 1871—1885 годов было составной частью Высшего государственного совета. С 1885 года подчиняется Кабинету министров. Согласно закону от 1999 года о министерстве образования и науки, имеет целью воспитание творческих и гуманных людей путём развития образования, обеспечения общего развития науки, спорта, культуры и технологий, осуществления надлежащего административного управления религиозными организациями.

## История
- 2 сентября 1871 — учреждено Министерство культуры (яп. 文部省 момбу-сё:), которое подчинялось Высшему государственному совету. Возглавлялось министрами (яп. 卿 кё:).
- 22 декабря 1885 — в связи с реформой государственного аппарата министерство культуры стало подчиняться кабинету министров Японии. Возглавлялось министрами (яп. 大臣 дайдзин).

Полное официальное название с 1952 года: Министерство образования, науки и культуры
- 2001 — в связи с реформой центрального государственного аппарата министерство культуры объединено с управлением науки и технологий (яп. 科学技術庁 кагаку-гидзюцусё:), что было основано в 1956 году, и переименовано в министерство образования и науки (яп. 文部科学省 момбу-кагаку-сё:). Возглавлялось министрами.

Полное официальное название: Министерство образования, культуры, спорта, науки и технологий.

## Председатели

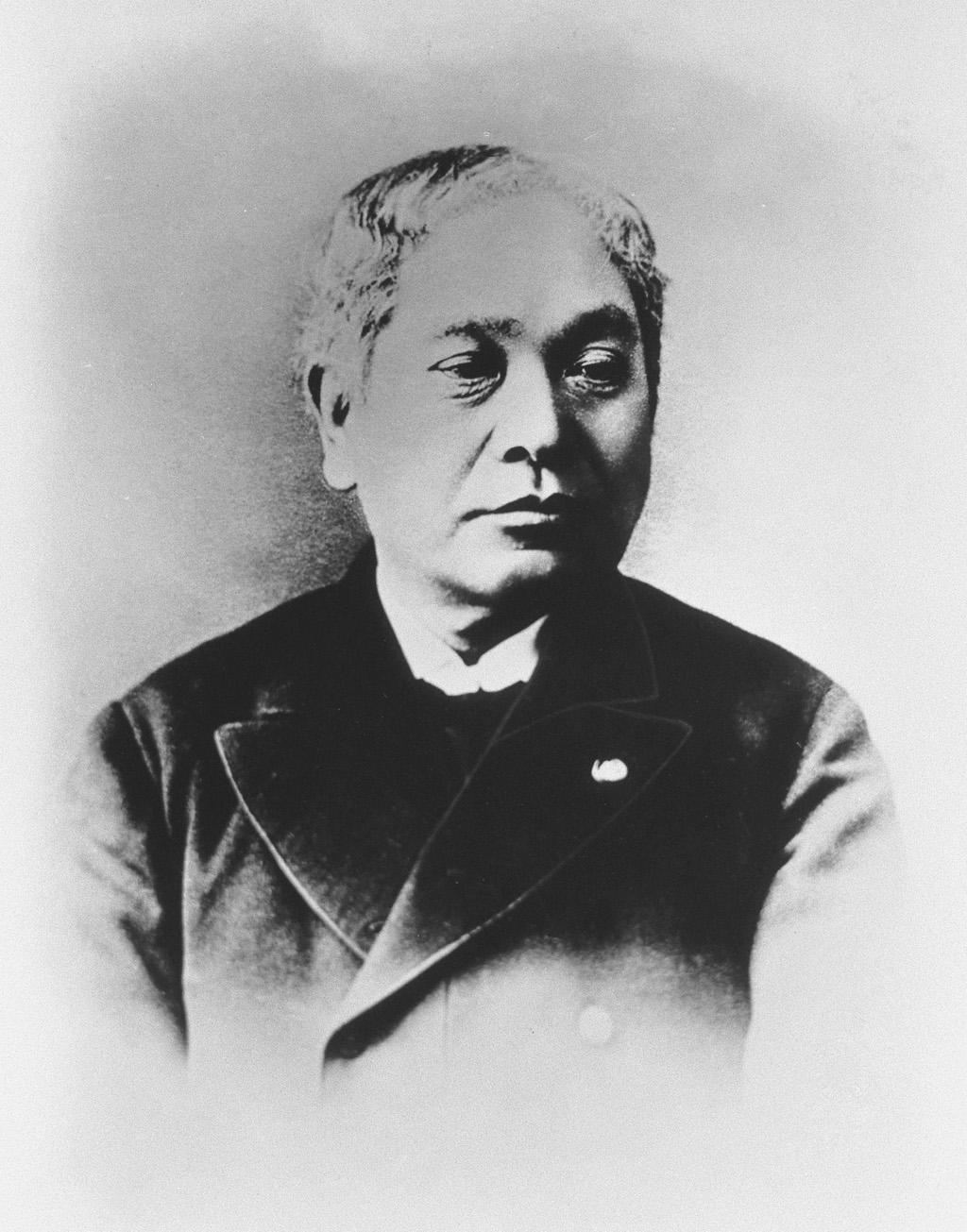
Оки Такато, первый министр культуры при Высшем государственном совете Японии

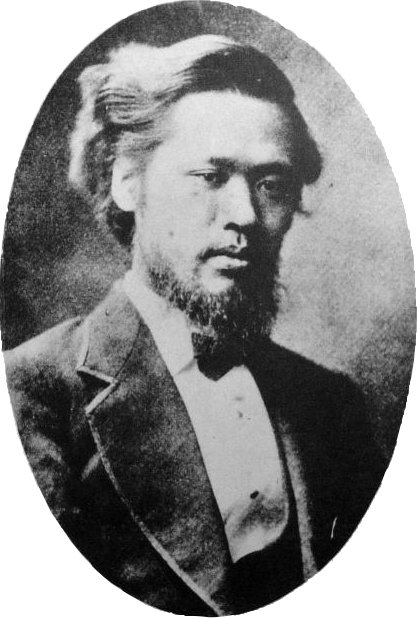
Мори Аринори, первый министр культуры при Кабинете министров Японии.

| Министерство культуры (Высший государственный совет) (1871—1885) |                    |                                    |                            |
| №                                                                | Имя                | Время                              | Принадлежность             |
| 1                                                                | Оки Такато         | 12 сентября 1871 — 19 апреля 1873  | Фракция Саги               |
| 2                                                                | Кидо Такаёси       | 25 января 1874 — 13 мая 1874       | Фракция Тёсю               |
| —                                                                | Танака Фудзимаро   | 13 мая 1874 — 24 мая 1878 (и. о.)  | выходец из княжества Овари |
| 3                                                                | Сайго Цугумити     | 24 мая 1878 — 24 декабря 1878      | Фракция Сацумы             |
| 4                                                                | Тэрадзима Мунэнори | 10 сентября 1879 — 28 февраля 1880 | Фракция Сацумы             |
| 5                                                                | Коно Догама        | 28 февраля 1880 — 7 апреля 1881    | Фракция Тосы               |
| 6                                                                | Фукуока Такатика   | 7 апреля 1880 — 12 декабря 1883    | Фракция Тосы               |
| 7                                                                | Оки Такато         | 12 декабря 1883 — 22 декабря 1885  | Фракция Саги               |

| Министерство образования, науки и культуры (с 1885) (文部省, кабинет министров)                |                   |                                                                             |                         |                                                      |
| №                                                                                              | Имя               | кабинет                                                                     | Вступил в должность     | Принадлежность                                       |
| 1                                                                                              | Мори Аринори      | Первый кабинет Ито Кабинет Куроды                                           | 22 декабря 1885         | Фракция Сацумы                                       |
| —                                                                                              | Ояма Ивао         | Кабинет Куроды                                                              | 16 февраля 1888 (и. о.) | Фракция Сацумы                                       |
| 2                                                                                              | Эномото Такэаки   | Кабинет Куроды Первый кабинет Ямагаты                                       | 22 марта 1889           | экс-чиновник сёгуната Токугава                       |
| 3                                                                                              | Ёсикава Акимаса   | Первый кабинет Ямагаты Первый кабинет Мацукаты                              | 17 мая 1890             | выходец из княжества Токусима                        |
| 4                                                                                              | Оки Такато        | Первый кабинет Мацукаты                                                     | 1 июня 1891             | Фракция Саги                                         |
| 5                                                                                              | Коно Тогама       | Второй кабинет Ито                                                          | 8 августа 1892          | Фракция Тосы                                         |
| 6                                                                                              | Иноуэ Каору       | Второй кабинет Ито                                                          | 7 марта 1893            | Фракция Тёсю                                         |
| —                                                                                              | Ёсикава Акимаса   | Второй кабинет Ито                                                          | 29 августа 1894         | выходец из княжества Токусима                        |
| 7                                                                                              | Сайондзи Киммоти  | Второй кабинет Ито Второй кабинет Мацукаты                                  | 3 октября 1894          | аристократ                                           |
| 8                                                                                              | Хатисука Мотиаки  | Второй кабинет Мацукаты                                                     | 28 сентября 1896        | экс-даймё княжества Токусима                         |
| 9                                                                                              | Хамао Арата       | Второй кабинет Мацукаты                                                     | 6 ноября 1897           | Министерство культуры                                |
| 10                                                                                             | Сайондзи Киммоти  | Третий кабинет Ито                                                          | 12 января 1898          | аристократ                                           |
| 11                                                                                             | Тояма Масакадзу   | Третий кабинет Ито                                                          | 30 апреля 1898          | Палата пэров                                         |
| 12                                                                                             | Окадзаки Юкио     | Первый кабинет Окумы                                                        | 30 июня 1898            | Конституционная партия                               |
| 13                                                                                             | Инукаи Цуёси      | Первый кабинет Окумы                                                        | 27 октября 1898         | Конституционная партия                               |
| 14                                                                                             | Кабаяма Сукэнори  | Второй кабинет Ямагаты                                                      | 8 ноября 1898           | Императорский флот Японии                            |
| 15                                                                                             | Мацуда Масахиса   | Четвертый кабинет Ито                                                       | 19 октября 1900         | Риккэн Сэйюкай                                       |
| 16                                                                                             | Кикути Дайроку    | Первый кабинет Кацуры                                                       | 2 июня 1901             | Палата пэров                                         |
| 17                                                                                             | Кодама Гэнтаро    | Первый кабинет Кацуры                                                       | 17 июля 1903            | Императорская армия Японии                           |
| 18                                                                                             | Кубота Юдзуру     | Первый кабинет Кацуры                                                       | 22 сентября 1903        | Министерство культуры                                |
| 19                                                                                             | Кацура Таро       | Первый кабинет Кацуры                                                       | 14 декабря 1905 (и. о.) | Императорская армия Японии                           |
| —                                                                                              | Сайондзи Киммоти  | Первый кабинет Сайондзи                                                     | 7 января 1906 (и. о.)   | Риккэн Сэйюкай                                       |
| 20                                                                                             | Макино Нобуаки    | Первый кабинет Сайондзи                                                     | 27 марта 1906           | Фракция Сацумы                                       |
| 21                                                                                             | Комацубара Эйтаро | Второй кабинет Кацуры                                                       | 14 июля 1908            | Палата пэров                                         |
| 22                                                                                             | Хасэба Сумитака   | Второй кабинет Сайондзи                                                     | 30 августа 1911         | Риккэн Сэйюкай                                       |
| —                                                                                              | Макино Нобуаки    | Второй кабинет Сайондзи                                                     | 9 ноября 1912 (и. о.)   | Палата пэров                                         |
| 23                                                                                             | Сибата Камон      | Третий кабинет Кацуры                                                       | 21 декабря 1912         | Фракция Тёсю                                         |
| 24                                                                                             | Окуда Ёсито       | Первый кабинет Ямамото                                                      | 20 февраля 1913         | Риккэн Сэйюкай                                       |
| 25                                                                                             | Ока Икудзо        | Первый кабинет Ямамото                                                      | 6 марта 1914            | Палата пэров                                         |
| 26                                                                                             | Итики Китокуро    | Второй кабинет Окумы                                                        | 16 апреля 1914          | Министерство внутренних дел                          |
| 27                                                                                             | Таката Санаэ      | Второй кабинет Окумы                                                        | 10 августа 1915         | Палата пэров                                         |
| 28                                                                                             | Окада Рёхэй       | Кабинет Тэраути                                                             | 9 октября 1916          | Палата пэров                                         |
| 29                                                                                             | Накахаси Токугоро | Кабинет Хары Кабинет Такахаси                                               | 29 сентября 1918        | Риккэн Сэйюкай                                       |
| 30                                                                                             | Камата Эйкити     | Кабинет Като Томосабуро                                                     | 12 июня 1922            | Палата пэров                                         |
| 31                                                                                             | Инукаи Цуёси      | Второй кабинет Ямамото                                                      | 2 сентября 1923 (и. о.) | Реформаторский клуб                                  |
| 32                                                                                             | Окано Кэйдзиро    | Второй кабинет Ямамото                                                      | 6 сентября 1923         | Палата пэров                                         |
| 33                                                                                             | Эги Кадзуюки      | Кабинет Киёуры                                                              | 7 января 1924           | Риккэн Сэйюкай                                       |
| 34                                                                                             | Окада Рёхэй       | Кабинет Като Такааки Первый кабинет Вакацуки                                | 11 июня 1924            | Палата пэров                                         |
| 35                                                                                             | Мицути Тюдзо      | Кабинет Танаки Гиити                                                        | 20 апреля 1927          | Риккэн Сэйюкай                                       |
| 36                                                                                             | Мидзуно Рэнтаро   | Кабинет Танаки Гиити                                                        | 2 июня 1927             | Риккэн Сэйюкай                                       |
| 37                                                                                             | Сёда Кадзуэ       | Кабинет Танаки Гиити                                                        | 25 мая 1928             | Палата пэров                                         |
| 38                                                                                             | Кобаси Итита      | Кабинет Хамагути                                                            | 2 июля 1929             | Конституционно-Демократическая партия                |
| 39                                                                                             | Танака Рюдзо      | Кабинет Хамагути Второй кабинет Вакацуки                                    | 29 ноября 1929          | Конституционно-Демократическая партия                |
| 40                                                                                             | Хатояма Итиро     | Кабинет Инукаи Кабинет Сайто                                                | 13 декабря 1931         | Риккэн Сэйюкай                                       |
| 41                                                                                             | Сайто Макото      | Кабинет Сайто                                                               | 3 марта 1933 (и. о.)    | Императорский флот Японии                            |
| 42                                                                                             | Мацуда Гэндзи     | Кабинет Окады                                                               | 8 июля 1934             | Конституционно-Демократическая партия                |
| 43                                                                                             | Кавасаки Такукити | Кабинет Окады                                                               | 2 февраля 1936          | Конституционно-Демократическая партия                |
| 44                                                                                             | Усио Сигэносукэ   | Кабинет Хироты                                                              | 9 марта 1936 (и. о.)    | Палата пэров                                         |
| 45                                                                                             | Хирао Хатисабуро  | Кабинет Хироты                                                              | 25 марта 1936           | Палата пэров                                         |
| 46                                                                                             | Хаяси Сэндзюро    | Кабинет Хаяси                                                               | 2 февраля 1937 (и. о.)  | Императорская армия Японии                           |
| 47                                                                                             | Ясуи Эйдзи        | Первый кабинет Коноэ                                                        | 4 июня 1937             | Министерство внутренних дел                          |
| 48                                                                                             | Кидо Коити        | Первый кабинет Коноэ                                                        | 22 октября 1937         | Министерство сельского хозяйства и промышленности    |
| 49                                                                                             | Араки Садао       | Первый кабинет Коноэ Кабинеты Хиранумы                                      | 26 мая 1938             | Императорская армия Японии                           |
| 50                                                                                             | Каварада Какити   | Кабинет Абэ                                                                 | 30 августа 1939         | Риккэн Сэйюкай                                       |
| 51                                                                                             | Мацуура Сигэдзиро | Кабинет Ёная                                                                | 16 января 1940          | Министерство культуры                                |
| 52                                                                                             | Хасида Кунихико   | Второй кабинет Коноэ Третий кабинет Коноэ Кабинет Тодзио                    | 22 июля 1940            | профессор Токийского университета                    |
| 53                                                                                             | Тодзио Хидэки     | Кабинет Тодзио                                                              | 20 апреля 1943 (и. о.)  | Императорская армия Японии                           |
| 54                                                                                             | Окабэ Нагакагэ    | Кабинет Тодзио                                                              | 23 апреля 1943          | Ассоциация помощи трону                              |
| 55                                                                                             | Ниномия Харусигэ  | Кабинет Коисо                                                               | 22 июля 1944            | Императорская армия Японии                           |
| 56                                                                                             | Кодама Хидэо      | Кабинет Коисо                                                               | 10 февраля 1945         | Императорская армия Японии                           |
| 57                                                                                             | Ота Кодзо         | Кабинет Судзуки Кантаро                                                     | 7 апреля 1945           | профессор университета Хосэй                         |
| 58                                                                                             | Мацумура Кэндзо   | Кабинет Хигасикуни                                                          | 17 августа 1945 (и. о.) | Общество политики Великой Японии[неизвестный термин] |
| 59                                                                                             | Маэда Тамон       | Кабинет Хигасикуни Кабинет Сидэхары                                         | 18 августа 1945         | Палата пэров                                         |
| 60                                                                                             | Абэ Ёсисигэ       | Кабинет Сидэхары                                                            | 13 января 1946          | Палата пэров                                         |
| 61                                                                                             | Котаро Танака     | Первый кабинет Ёсиды                                                        | 22 мая 1946             | общественный деятель                                 |
| 62                                                                                             | Такахаси Сэйитиро | Первый кабинет Ёсиды                                                        | 31 января 1947          | общественный деятель                                 |
| —                                                                                              | Катаяма Тэцу      | Кабинет Катаямы                                                             | 24 мая 1947 (и. о.)     | Социалистическая партия                              |
| 63                                                                                             | Морито Тацуо      | Кабинет Катаямы                                                             | 1 июня 1947             | Социалистическая партия                              |
| 64                                                                                             | Морито Тацуо      | Кабинет Асиды                                                               | 10 марта 1948           | Социалистическая партия                              |
| —                                                                                              | Ёсида Сигэру      | Второй кабинет Ёсиды (и. о.)                                                | 15 октября 1948         |                                                      |
| 65                                                                                             | Симодзё Ясумару   | Второй кабинет Ёсиды                                                        | 19 октября 1948         | Палата советников                                    |
| 66                                                                                             | Такасэ Сотаро     | Третий кабинет Ёсиды                                                        | 16 февраля 1949         | Палата советников                                    |
| 67                                                                                             | Амано Тэйю        | Третий кабинет Ёсиды (1-3 ротация)                                          | 6 мая 1950              | общественный деятель                                 |
| 68                                                                                             | Окано Киёхидэ     | Третий кабинет Ёсиды (третья ротация)                                       | 12 августа 1952         | Либеральная партия Японии                            |
| 69                                                                                             | Окано Киёхидэ     | Четвёртый кабинет Ёсиды                                                     | 30 октября 1952         | Либеральная партия                                   |
| 70                                                                                             | Одати Сигэо       | Пятый кабинет Ёсиды                                                         | 21 мая 1953             | Либеральная партия                                   |
| 71                                                                                             | Андо Масадзуми    | Первый кабинет Хатоямы                                                      | 10 декабря 1954         | Демократическая партия                               |
| 72                                                                                             | Мацумура Кэндзо   | Второй кабинет Хатоямы                                                      | 19 марта 1955           | Демократическая партия                               |
| 73                                                                                             | Киёсэ Итиро       | Третий кабинет Хатоямы                                                      | 22 ноября 1955          | Либерально-демократическая партия                    |
| —                                                                                              | Исибаси Тандзан   | Кабинет Исибаси                                                             | 23 декабря 1956 (и. о.) | Либерально-демократическая партия                    |
| 74                                                                                             | Надао Хирокити    | Кабинет Исибаси                                                             | 23 декабря 1956         | Либерально-демократическая партия                    |
| 75                                                                                             | Надао Хирокити    | Первый кабинет Киси                                                         | 25 февраля 1957         | Либерально-демократическая партия                    |
| 76                                                                                             | Мацунага То       | Первый кабинет Киси (первая ротация)                                        | 10 июля 1958            | Либерально-демократическая партия                    |
| 77                                                                                             | Надао Хирокити    | Второй кабинет Киси                                                         | 12 июня 1958            | Либерально-демократическая партия                    |
| 78                                                                                             | Хасимото Рёго     | Второй кабинет Киси                                                         | 31 декабря 1958         | Либерально-демократическая партия                    |
| 79                                                                                             | Мацуда Такэтиё    | Второй кабинет Киси (ротация)                                               | 18 июня 1959            | Либерально-демократическая партия                    |
| 80                                                                                             | Араки Масуо       | Первый кабинет Икэды                                                        | 19 июля 1960            | Либерально-демократическая партия                    |
| 81                                                                                             | Араки Масуо       | Второй кабинет Икэды Второй кабинет Икэды (первая ротация)                  | 8 декабря 1960          | Либерально-демократическая партия                    |
| 82                                                                                             | Надао Хирокити    | Второй кабинет Икэды (вторая ротация) Второй кабинет Икэды (третья ротация) | 18 июля 1962            | Либерально-демократическая партия                    |
| 83                                                                                             | Надао Хирокити    | Третий кабинет Икэды                                                        | 9 декабря 1963          | Либерально-демократическая партия                    |
| 84                                                                                             | Айти Киити        | Третий кабинет Икэды (ротация)                                              | 18 июля 1964            | Либерально-демократическая партия                    |
| 85                                                                                             | Айти Киити        | Первый кабинет Сато                                                         | 9 ноября 1964           | Либерально-демократическая партия                    |
| 86                                                                                             | Накамура Умэкити  | Первый кабинет Сато (первая ротация)                                        | 3 июня 1965             | Либерально-демократическая партия                    |
| 87                                                                                             | Арита Коити       | Первый кабинет Сато (вторая ротация)                                        | 1 августа 1966          | Либерально-демократическая партия                    |
| 88                                                                                             | Кэнноки Тосихиро  | Первый кабинет Сато (третья ротация)                                        | 3 декабря 1966          | Либерально-демократическая партия                    |
| 89                                                                                             | Кэнноки Тосихиро  | Второй кабинет Сато                                                         | 17 февраля 1967         | Либерально-демократическая партия                    |
| 90                                                                                             | Надао Хирокити    | Второй кабинет Сато (первая ротация)                                        | 25 ноября 1967          | Либерально-демократическая партия                    |
| 91                                                                                             | Саката Митита     | Второй кабинет Сато (вторая ротация)                                        | 30 ноября 1968          | Либерально-демократическая партия                    |
| 92                                                                                             | Саката Митита     | Третий кабинет Сато                                                         | 14 января 1970          | Либерально-демократическая партия                    |
| 93                                                                                             | Таками Сабуро     | Третий кабинет Сато (ротация)                                               | 5 июля 1971             | Либерально-демократическая партия                    |
| 94                                                                                             | Инаба Осаму       | Первый кабинет Танаки Какуэя                                                | 7 июля 1972             | Либерально-демократическая партия                    |
| 95                                                                                             | Окуно Сэйсукэ     | Второй кабинет Танаки Какуэя Второй кабинет Танаки Какуэя (первая ротация)  | 22 декабря 1972         | Либерально-демократическая партия                    |
| 96                                                                                             | Михара Асао       | Второй кабинет Танаки Какуэя (вторая ротация)                               | 11 ноября 1974          | Либерально-демократическая партия                    |
| 97                                                                                             | Нагаи Митио       | кабинет Мики                                                                | 9 декабря 1974          | общественный деятель                                 |
| 98                                                                                             | Кайфу Тосики      | Кабинет Фукуды Такэо                                                        | 24 декабря 1976         | Либерально-демократическая партия                    |
| 99                                                                                             | Сунада Сигэтами   | Кабинет Фукуды Такэо (ротация)                                              | 28 ноября 1977          | Либерально-демократическая партия                    |
| 100                                                                                            | Найто Такасабуро  | Первый кабинет Охиры                                                        | 7 декабря 1978          | Либерально-демократическая партия                    |
| —                                                                                              | Охира Масаёси     | Второй кабинет Охиры                                                        | 9 ноября 1979 (и. о.)   | Либерально-демократическая партия                    |
| 101                                                                                            | Танигаки Сэнъити  | Второй кабинет Охиры                                                        | 20 ноября 1979          | Либерально-демократическая партия                    |
| 102                                                                                            | Танака Тацуо      | Кабинет Судзуки Дзэнко                                                      | 17 июля 1980            | Либерально-демократическая партия                    |
| 103                                                                                            | Огава Хэйдзи      | Кабинет Судзуки Дзэнко                                                      | 30 ноября 1981          | Либерально-демократическая партия                    |
| 104                                                                                            | Сэтояма Мицуо     | Первый кабинет Накасонэ                                                     | 27 ноября 1982          | Либерально-демократическая партия                    |
| 105                                                                                            | Мори Ёсиро        | Второй кабинет Накасонэ                                                     | 27 декабря 1983         | Либерально-демократическая партия                    |
| 106                                                                                            | Мацунага Хикару   | Второй кабинет Накасонэ (первая ротация)                                    | 1 ноября 1984           | Либерально-демократическая партия                    |
| 107                                                                                            | Кайфу Тосики      | Второй кабинет Накасонэ (вторая ротация)                                    | 28 декабря 1985         | Либерально-демократическая партия                    |
| 108                                                                                            | Фудзио Масаюки    | Третий кабинет Накасонэ                                                     | 22 июля 1986            | Либерально-демократическая партия                    |
| 109                                                                                            | Сиокава Масадзюро | Третий кабинет Накасонэ                                                     | 9 сентября 1986         | Либерально-демократическая партия                    |
| 110                                                                                            | Накадзима Гэнтаро | Кабинет Такэситы                                                            | 6 ноября 1987           | Либерально-демократическая партия                    |
| 111                                                                                            | Нисиока Такэо     | Кабинет Такэситы                                                            | 27 декабря 1988         | Либерально-демократическая партия                    |
| 112                                                                                            | Нисиока Такэо     | Кабинет Уно                                                                 | 3 июня 1989             | Либерально-демократическая партия                    |
| 113                                                                                            | Исибаси Кадзуя    | Первый кабинет Кайфу                                                        | 10 августа 1989         | Либерально-демократическая партия                    |
| 114                                                                                            | Хори Косукэ       | Второй кабинет Кайфу                                                        | 28 февраля 1990         | Либерально-демократическая партия                    |
| 115                                                                                            | Иноуэ Ютака       | Второй кабинет Кайфу (ротация)                                              | 29 декабря 1990         | Либерально-демократическая партия                    |
| 116                                                                                            | Хатояма Кунио     | Кабинет Миядзавы                                                            | 5 ноября 1991           | Либерально-демократическая партия                    |
| 117                                                                                            | Морияма Маюми     | Кабинет Миядзавы (ротация)                                                  | 12 декабря 1992         | Либерально-демократическая партия                    |
| 118                                                                                            | Акамацу, Рёко     | Кабинет Хосокавы                                                            | 9 августа 1993          | общественный деятель                                 |
| —                                                                                              | Хата Цутому       | Кабинет Хаты                                                                | 28 апреля 1994 (и. о.)  | Партия обновления                                    |
| 119                                                                                            | Акамацу, Рёко     | Кабинет Хаты                                                                | 28 апреля 1994          | общественный деятель                                 |
| 120                                                                                            | Ёсано Каору       | Кабинет Мураямы                                                             | 30 июня 1994            | Либерально-демократическая партия                    |
| 121                                                                                            | Симамура Ёсинобу  | Кабинет Мураямы (ротация)                                                   | 8 августа 1995          | Либерально-демократическая партия                    |
| 122                                                                                            | Окуда Микио       | Первый кабинет Хасимото                                                     | 11 января 1996          | Либерально-демократическая партия                    |
| 123                                                                                            | Косуги Такаси     | Второй кабинет Хасимото                                                     | 7 ноября 1996           | Либерально-демократическая партия                    |
| 124                                                                                            | Матимура Нобутака | Второй кабинет Хасимото (ротация)                                           | 11 сентября 1997        | Либерально-демократическая партия                    |
| 125                                                                                            | Арима Акито       | Кабинет Обути Кабинет Обути (первая ротация)                                | 30 июля 1998            | Либерально-демократическая партия                    |
| 126                                                                                            | Накасонэ Хирофуми | Кабинет Обути (вторая ротация)                                              | 5 октября 1999          | Либерально-демократическая партия                    |
| 127                                                                                            | Накасонэ Хирофуми | Первый кабинет Мори                                                         | 5 апреля 2000           | Либерально-демократическая партия                    |
| 128                                                                                            | Осима Тадамори    | Второй кабинет Мори                                                         | 4 июля 2000             | Либерально-демократическая партия                    |
| 129                                                                                            | Матимура Нобутака | Второй кабинет Мори (ротация)                                               | 5 декабря 2000          | Либерально-демократическая партия                    |
| Министерство образования, культуры, спорта, науки и технологий (文部科学省, кабинет министров) |                   |                                                                             |                         |                                                      |
| 1                                                                                              | Матимура Нобутака | Второй кабинет Мори (ротация)                                               | 6 января 2001           | Либерально-демократическая партия                    |
| 2                                                                                              | Тояма Ацуко       | Первый кабинет Коидзуми Первый кабинет Коидзуми (первая ротация)            | 26 апреля 2001          | общественный деятель                                 |
| 3                                                                                              | Кавамура Такэо    | Первый кабинет Коидзуми (вторая ротация)                                    | 22 сентября 2003        | Либерально-демократическая партия                    |
| 4                                                                                              | Кавамура Такэо    | Второй кабинет Коидзуми                                                     | 19 ноября 2003          | Либерально-демократическая партия                    |
| 5                                                                                              | Накаяма Нариаки   | Второй кабинет Коидзуми (ротация)                                           | 27 сентября 2004        | Либерально-демократическая партия                    |
| 6                                                                                              | Накаяма Нариаки   | Третий кабинет Коидзуми                                                     | 21 сентября 2005        | Либерально-демократическая партия                    |
| 7                                                                                              | Косака Кэндзи     | Третий кабинет Коидзуми (ротация)                                           | 31 октября 2005         | Либерально-демократическая партия                    |
| 8                                                                                              | Ибуки Буммэй      | кабинет Абэ                                                                 | 26 сентября 2006        | Либерально-демократическая партия                    |
| 9                                                                                              | Токай Кисабуро    | Кабинет Фукуды Ясуо                                                         | 26 сентября 2007        | Либерально-демократическая партия                    |
| 10                                                                                             | Судзуки Цунэо     | Кабинет Фукуды (ротация)                                                    | 2 августа 2008          | Либерально-демократическая партия                    |
| 11                                                                                             | Сионоя Рю         | Кабинет Асо                                                                 | 24 сентября 2008        | Либерально-демократическая партия                    |
| 12                                                                                             | Кавабата Тацуо    | Кабинет Хатоямы Юкио                                                        | 16 сентября 2009        | Демократическая партия                               |
| 13                                                                                             | Такаки Ёсиаки     | Кабинет Кана Наото                                                          | 17 сентября 2010        | Демократическая партия                               |